# Eumorpha
Eumorpha (înseâmnând bine format) este un gen de molii din familia Sphingidae. Speciile sunt răspândite în general în America de Nord și de Sud. 

## Specii
- Eumorpha achemon (Drury, 1773)
- Eumorpha adamsi (Rothschild & Jordan, 1903)
- Eumorpha analis (Rothschild & Jordan, 1903)
- Eumorpha anchemolus (Cramer, 1779)
- Eumorpha capronnieri (Boisduval, 1875)
- Eumorpha cissi (Schaufuss, 1870)
- Eumorpha drucei (Rothschild & Jordan, 1903)
- Eumorpha elisa (Smyth, 1901)
- Eumorpha fasciatus (Sulzer, 1776)
- Eumorpha intermedia (Clark, 1917)
- Eumorpha labruscae (Linnaeus, 1758)
- Eumorpha megaeacus (Hübner, 1816)
- Eumorpha mirificatus (Grote, 1874)
- Eumorpha neubergeri (Rothschild & Jordan, 1903)
- Eumorpha obliquus (Rothschild & Jordan, 1903)
- Eumorpha pandorus (Hübner, 1821)
- Eumorpha phorbas (Cramer, 1775)
- Eumorpha satellitia (Linnaeus, 1771)
- Eumorpha strenua (Menetries, 1857)
- Eumorpha translineatus (Rothschild, 1895)
- Eumorpha triangulum (Rothschild & Jordan, 1903)
- Eumorpha typhon (Klug, 1836)
- Eumorpha vitis (Linnaeus, 1758)

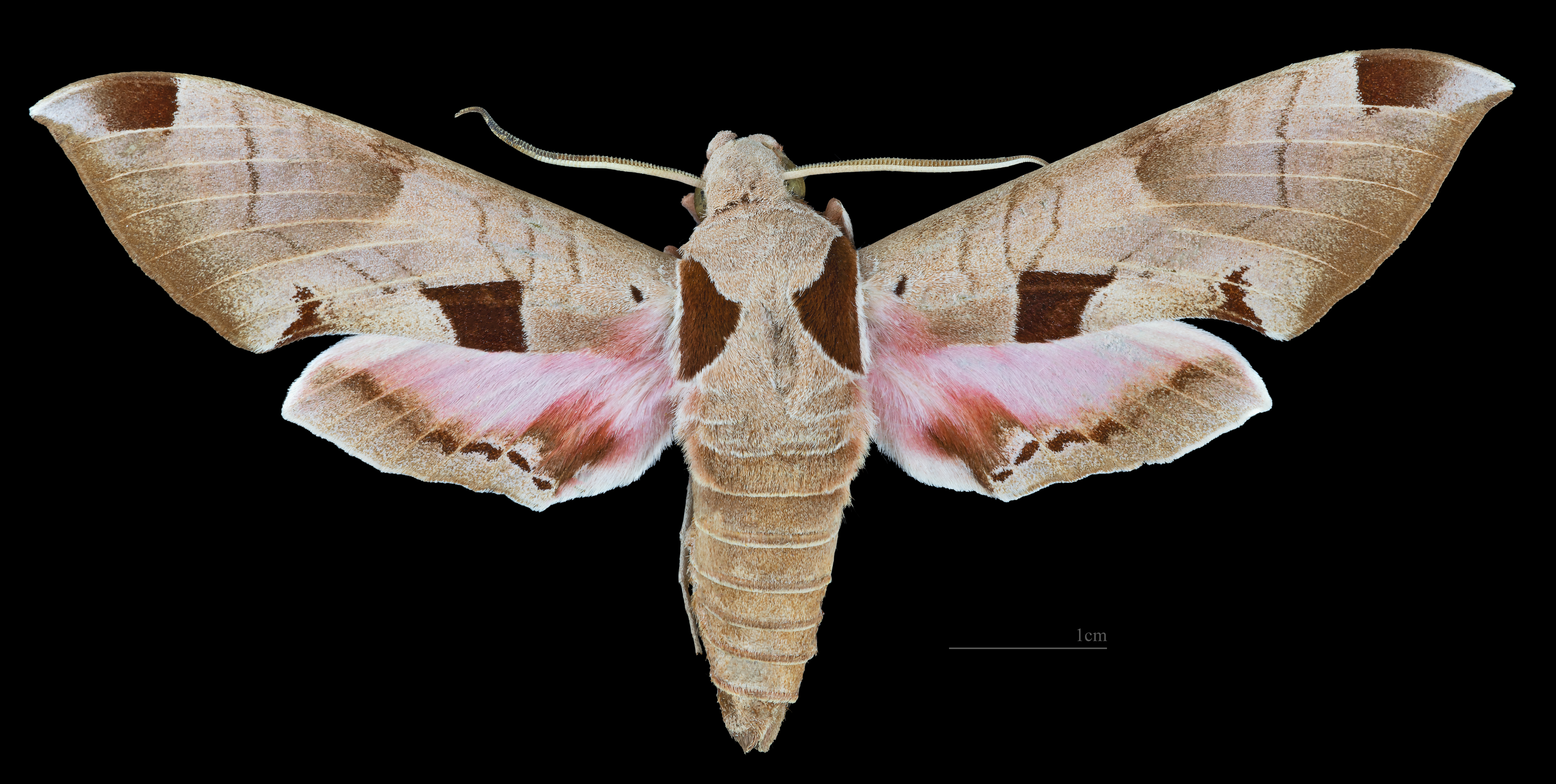
Eumorpha achemon
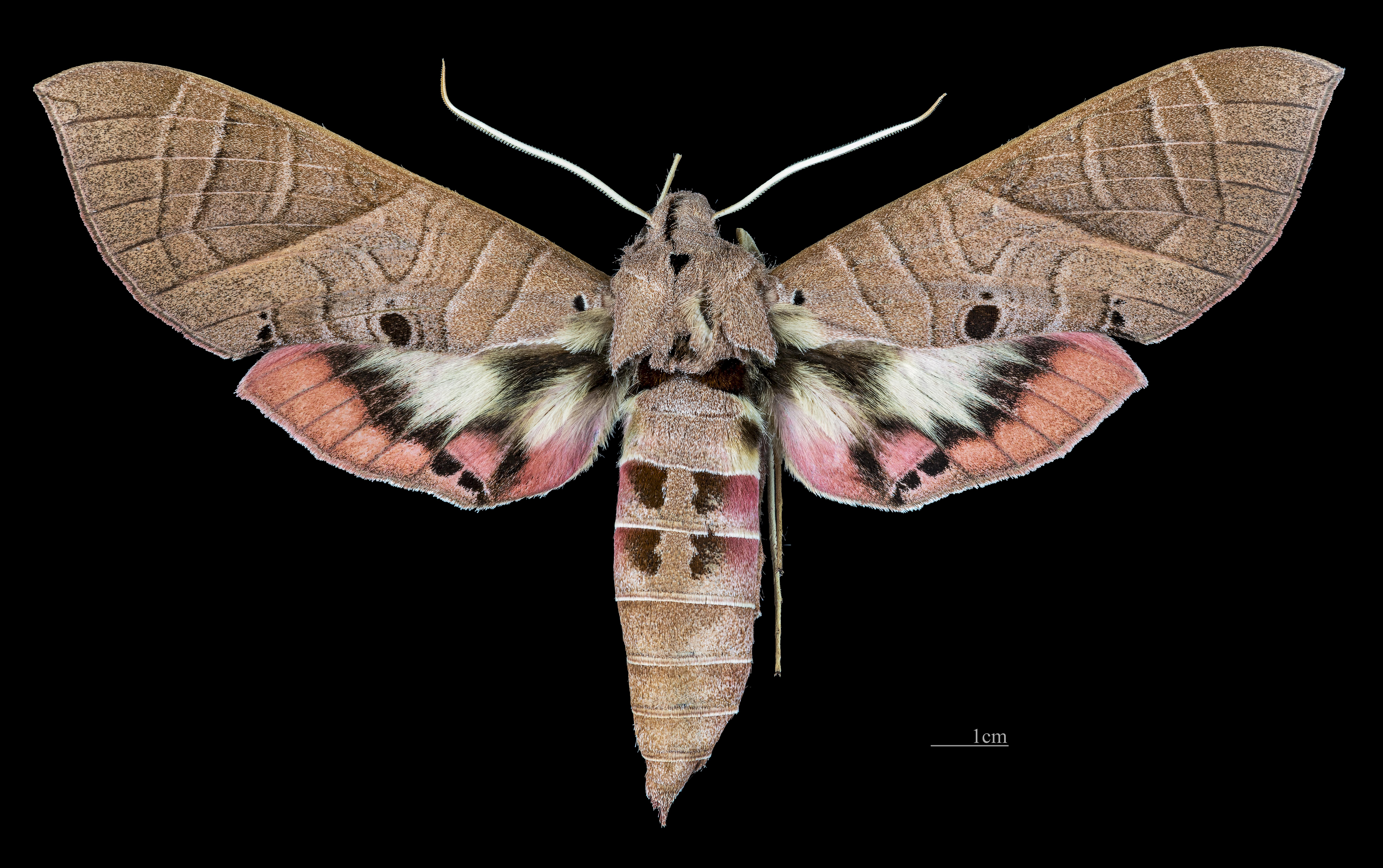
Eumorpha adamsi
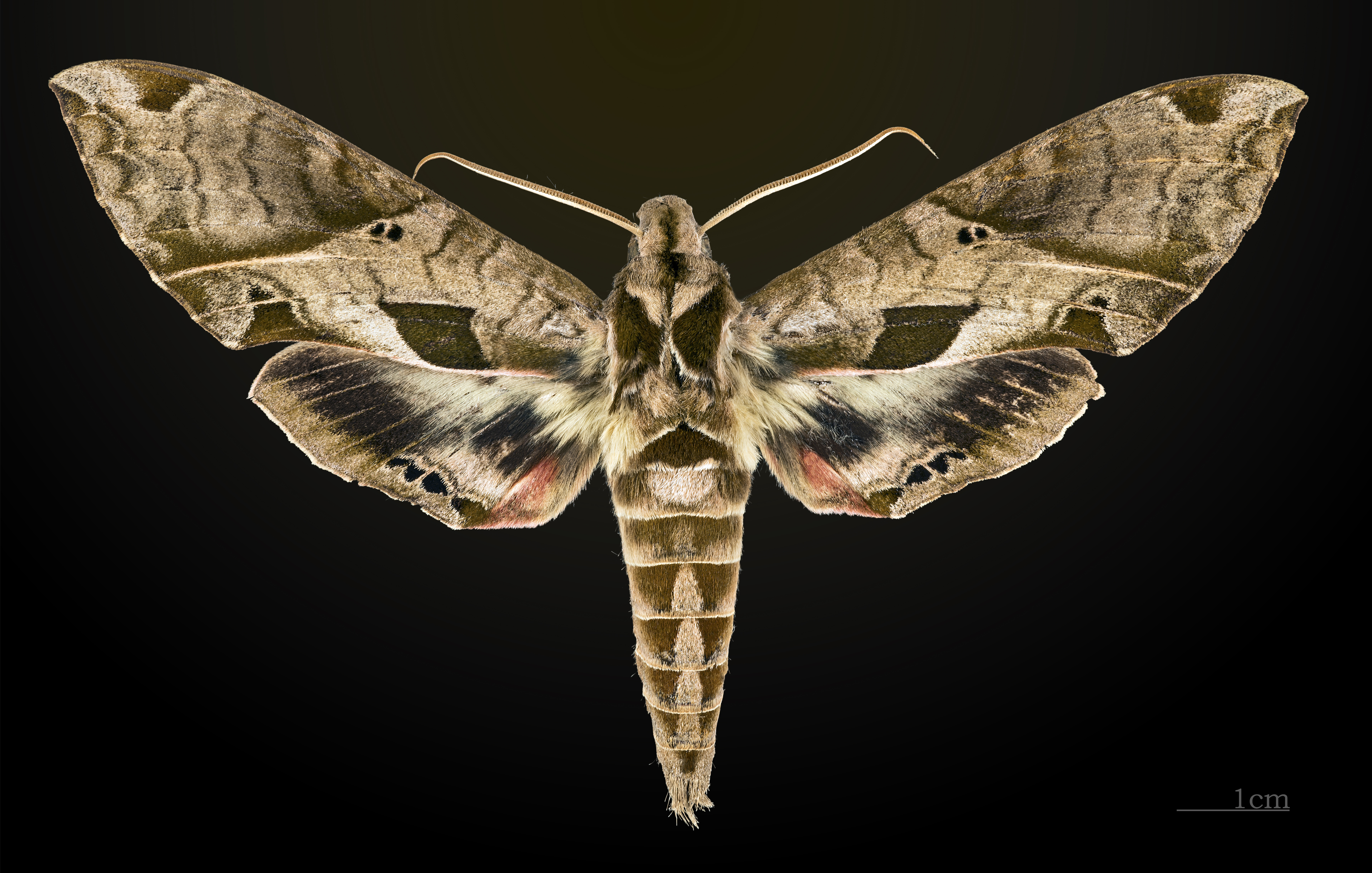
Eumorpha analis
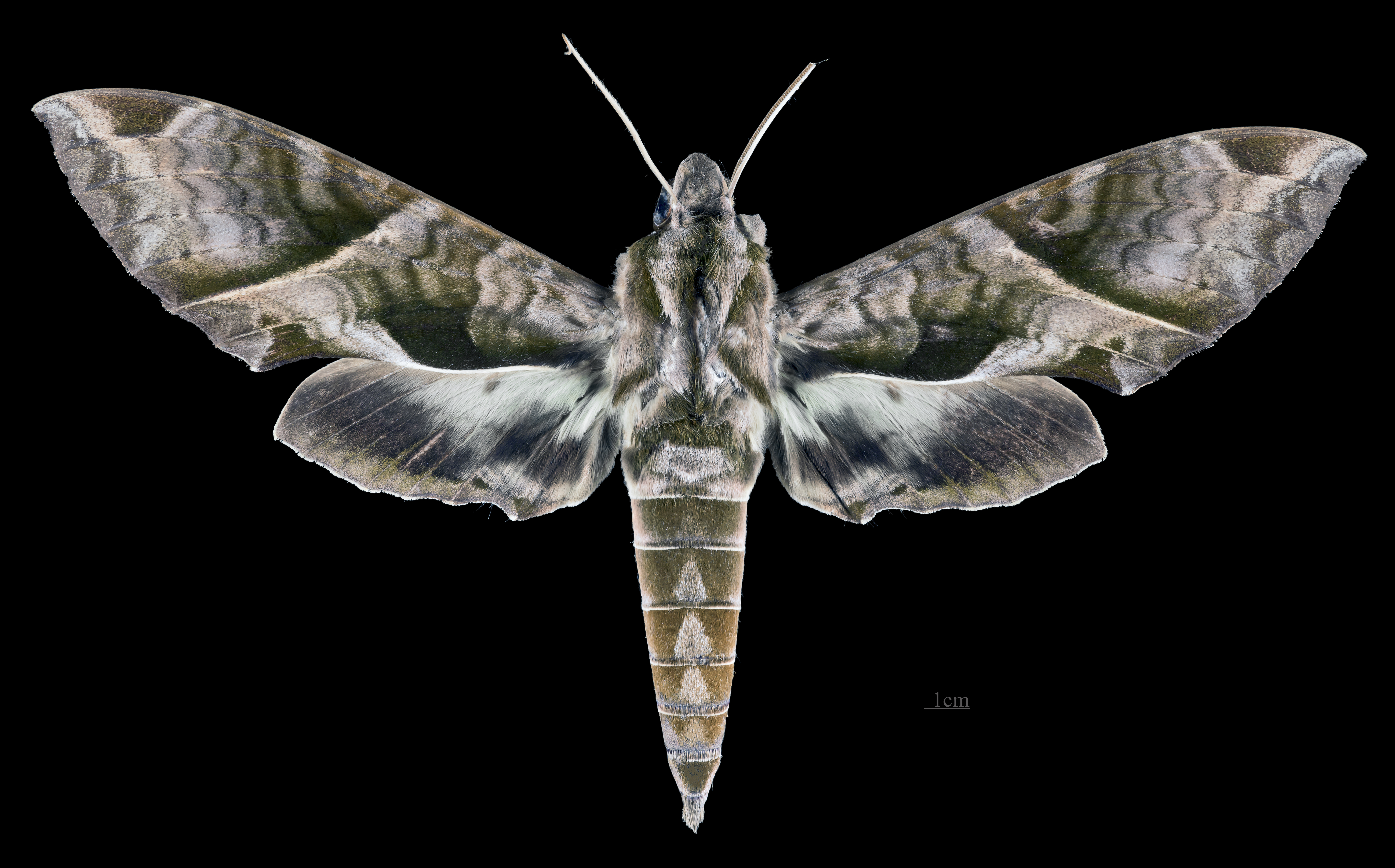
Eumorpha anchemolus
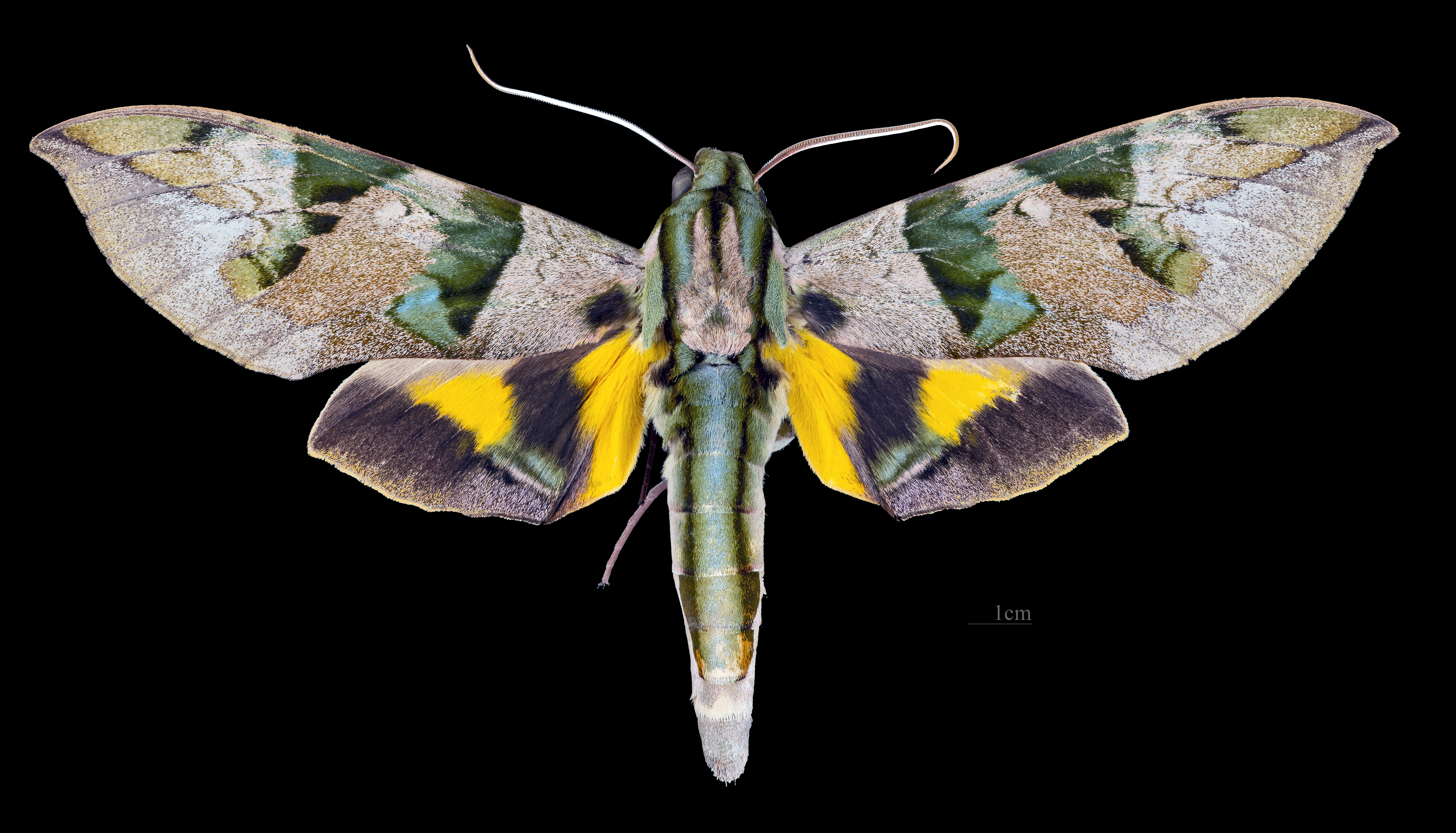
Eumorpha capronnieri
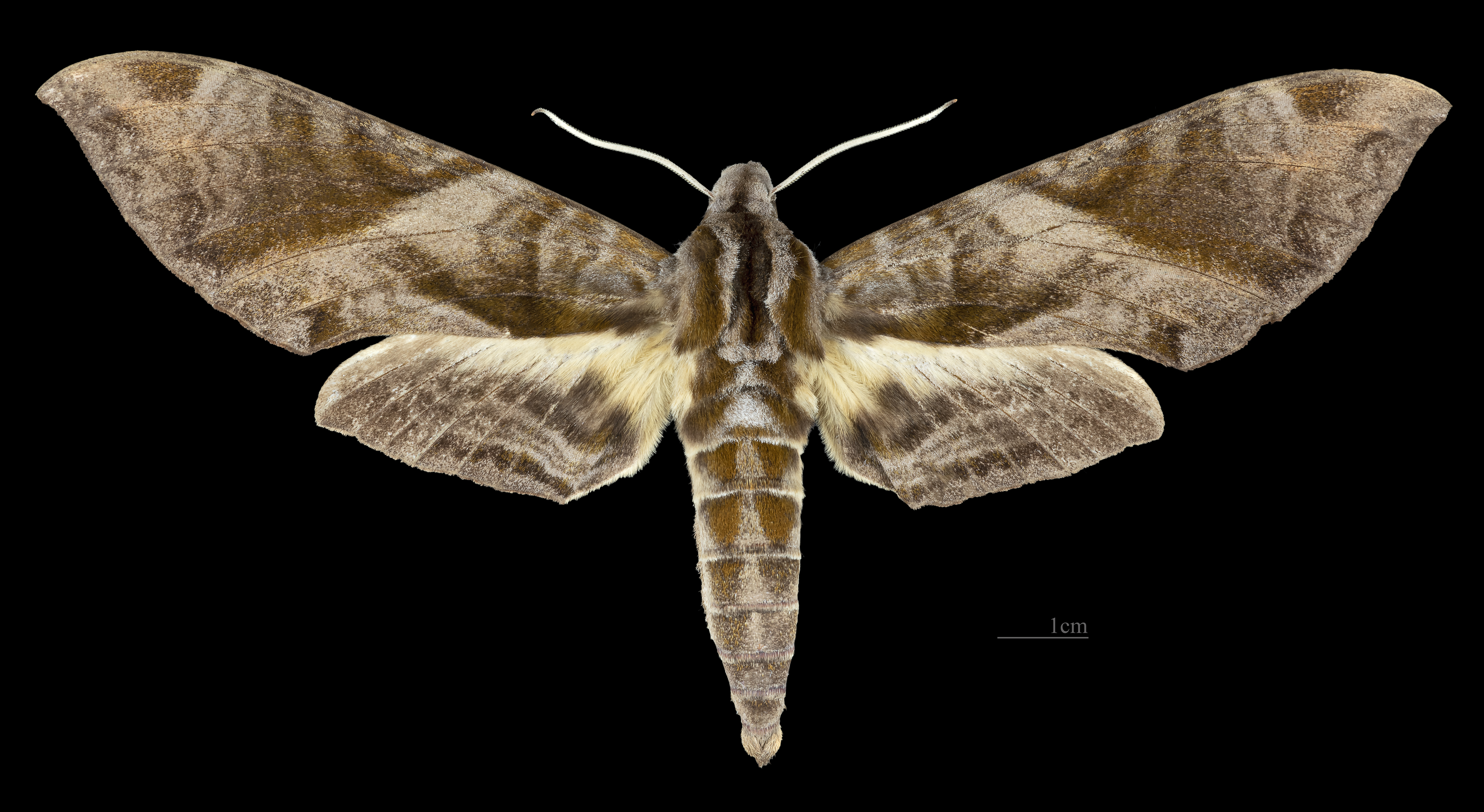
Eumorpha cissi
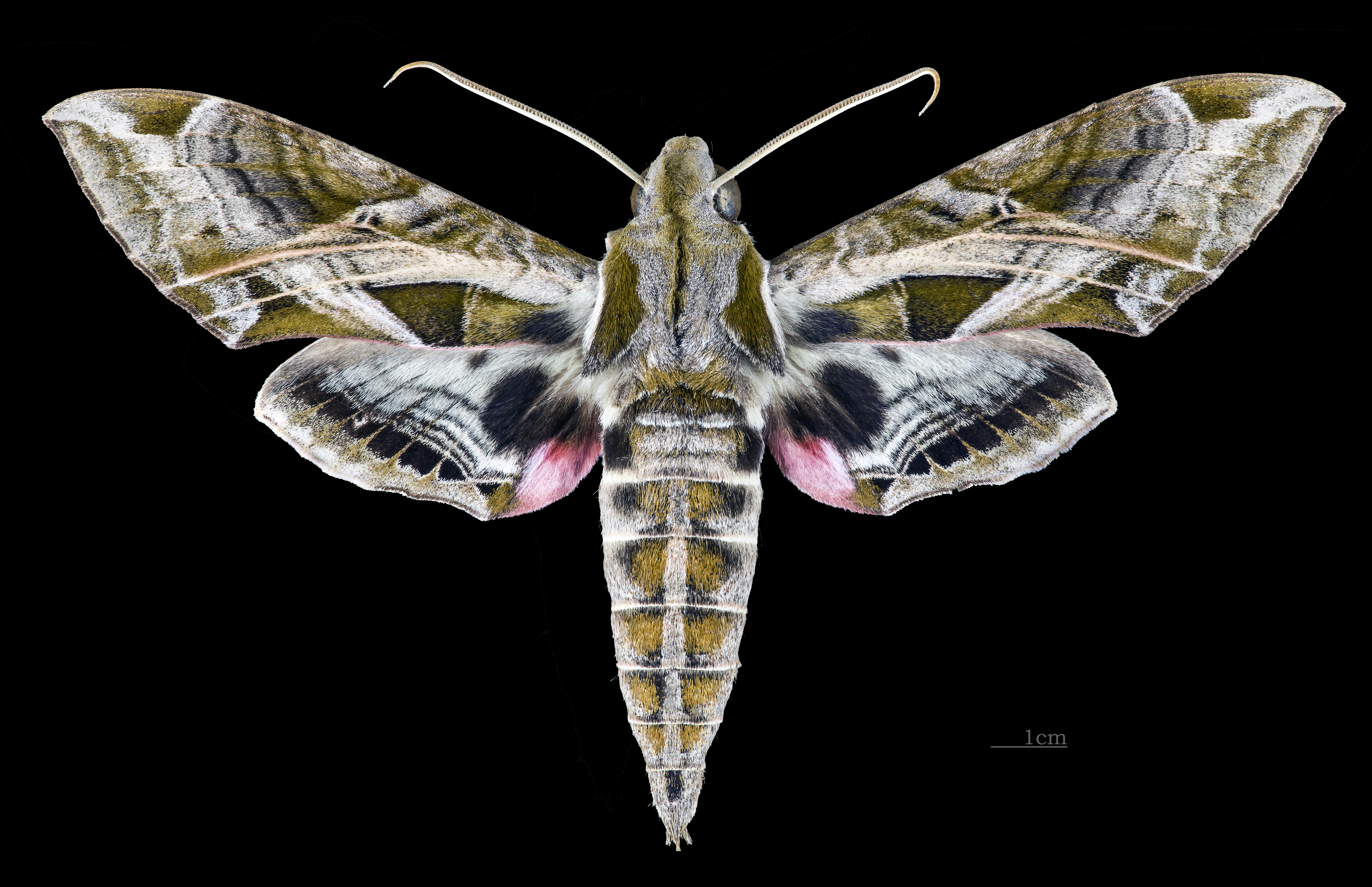
Eumorpha drucei
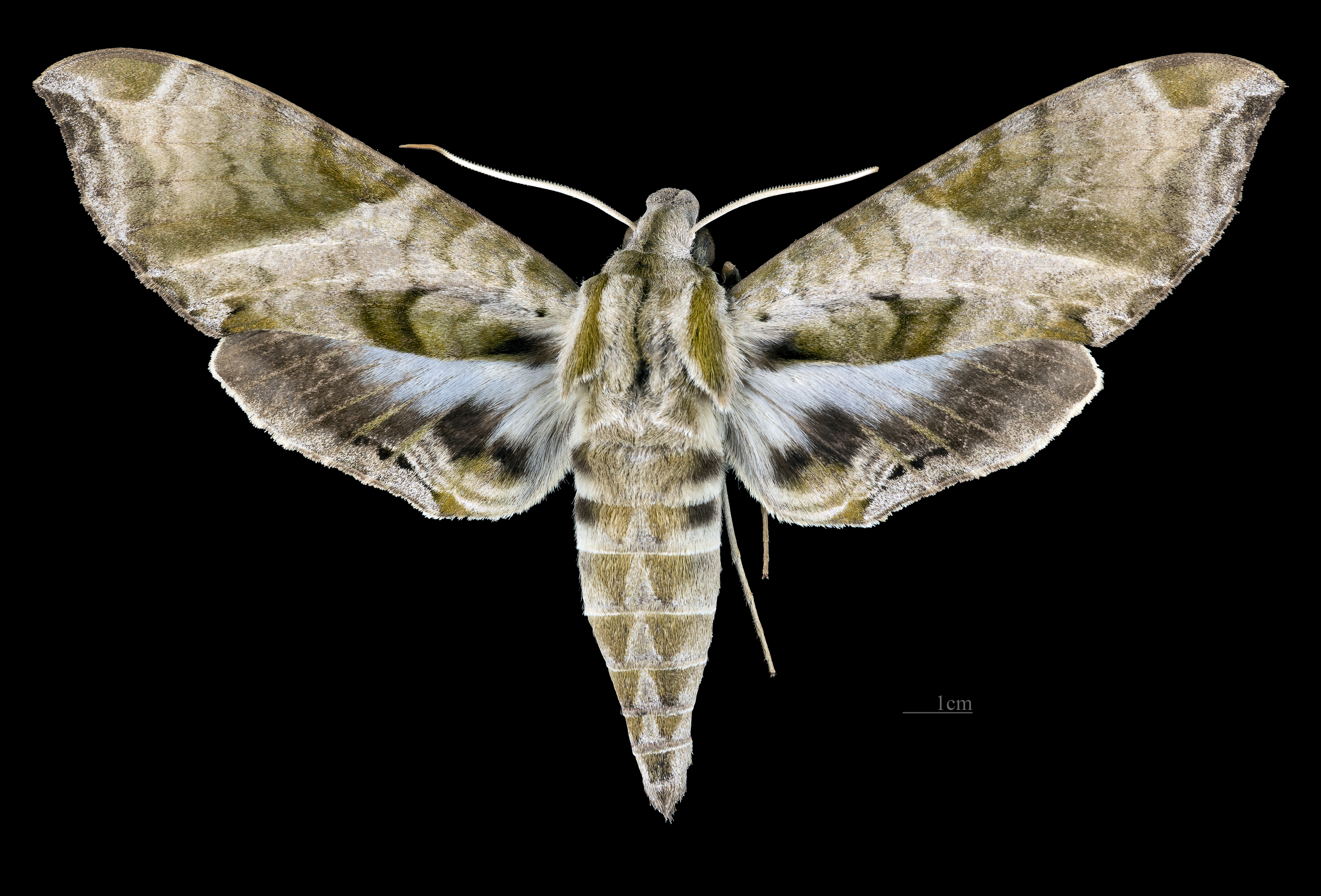
Eumorpha elisa
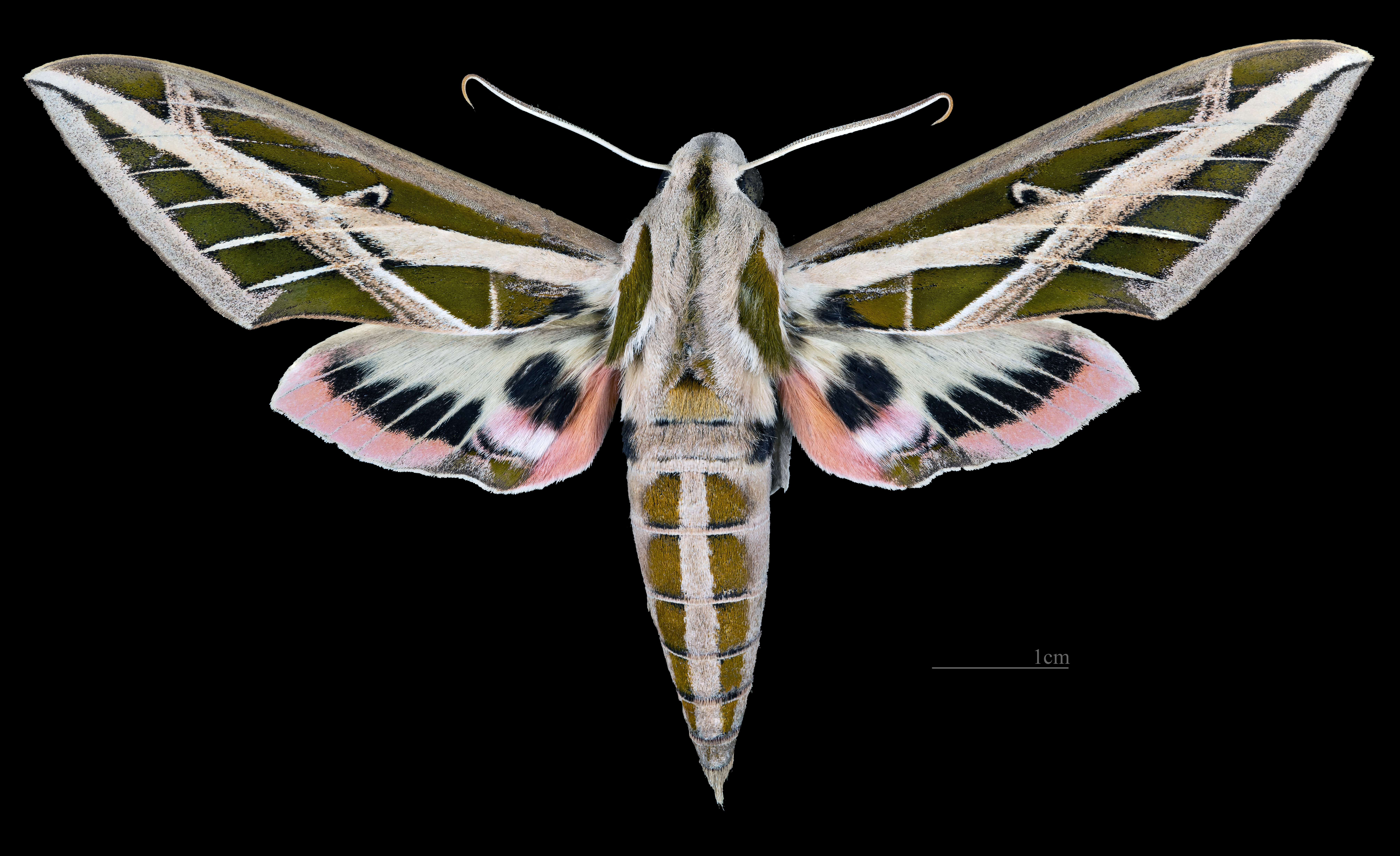
Eumorpha fasciata
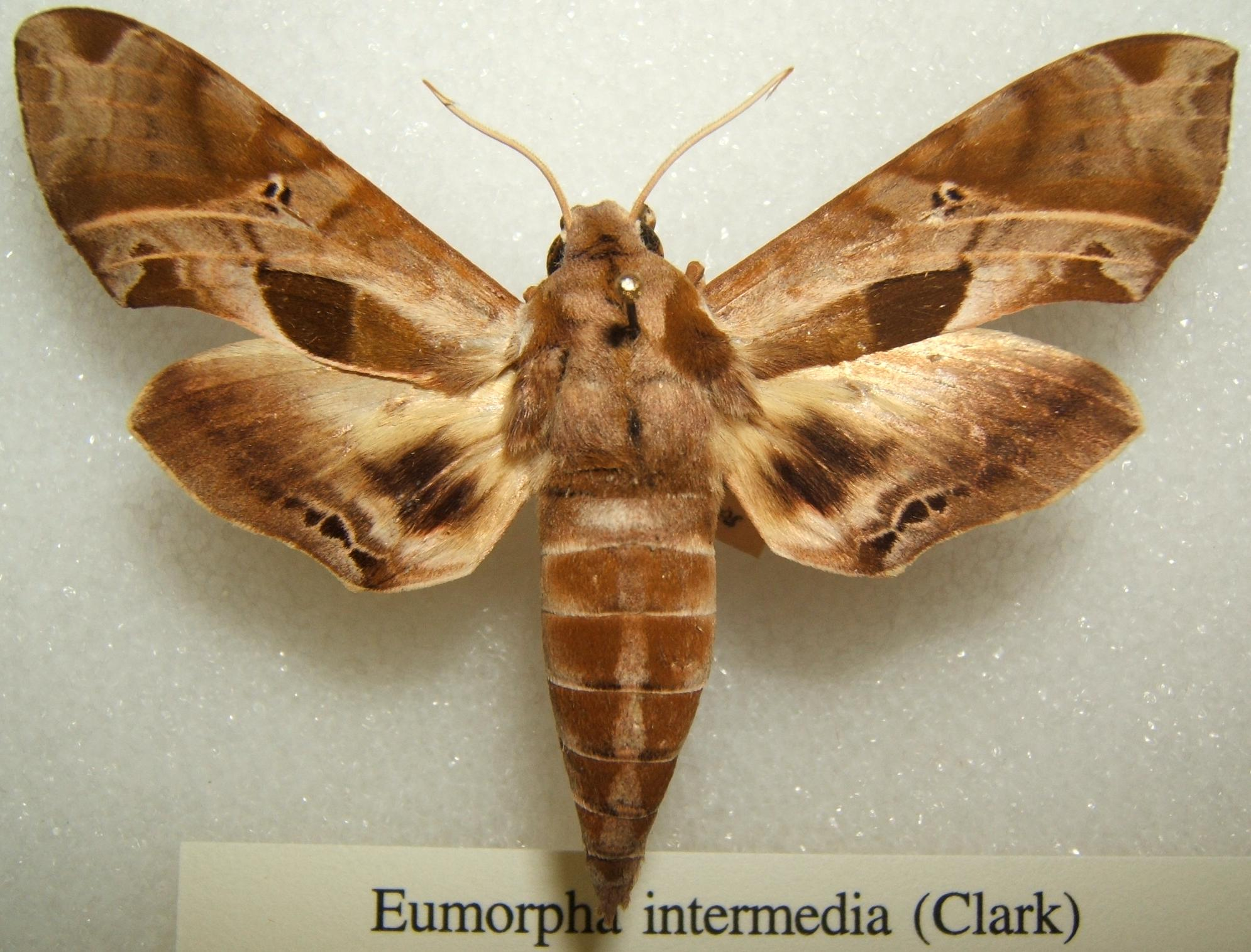
Eumorpha intermedia
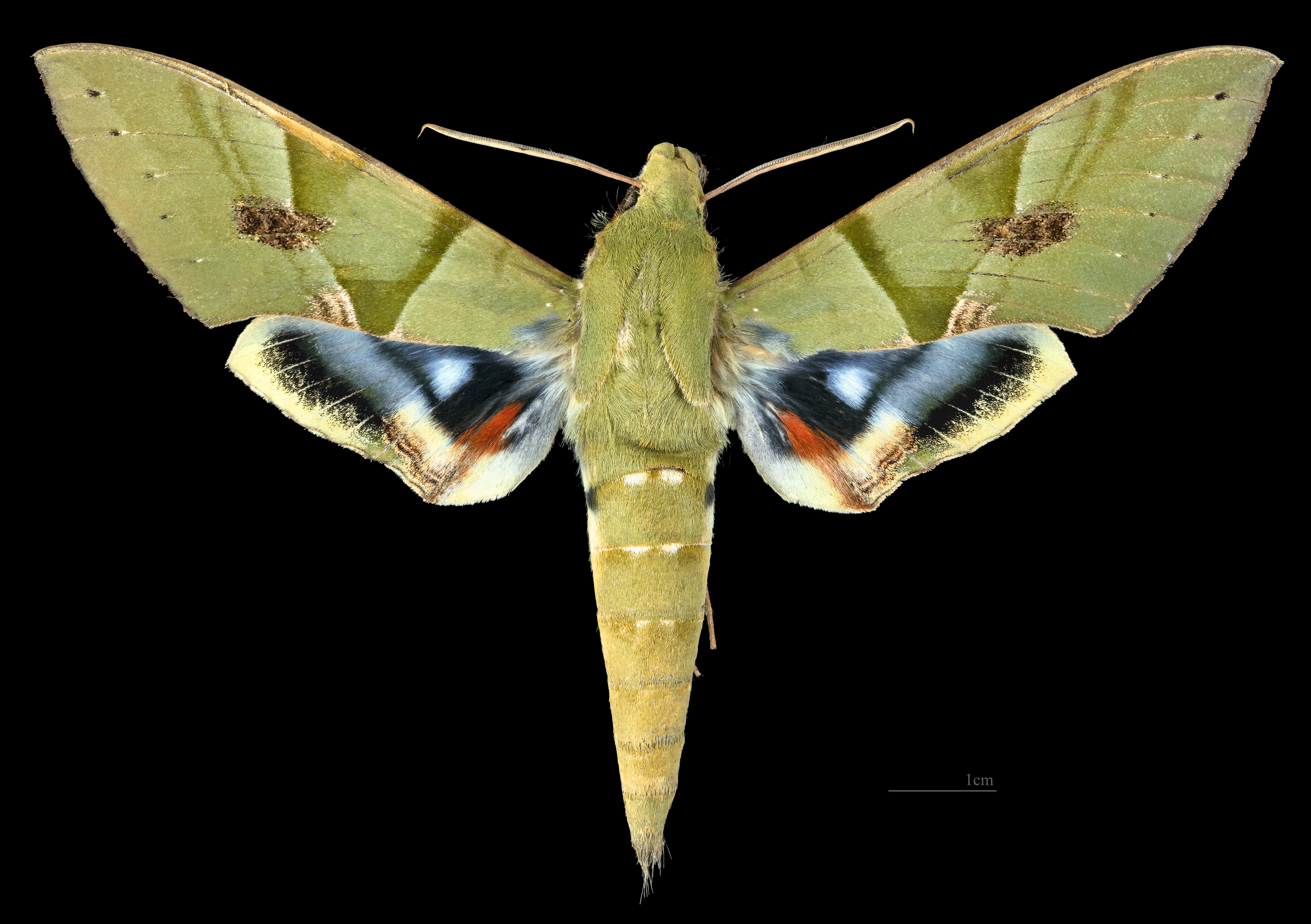
Eumorpha labruscae
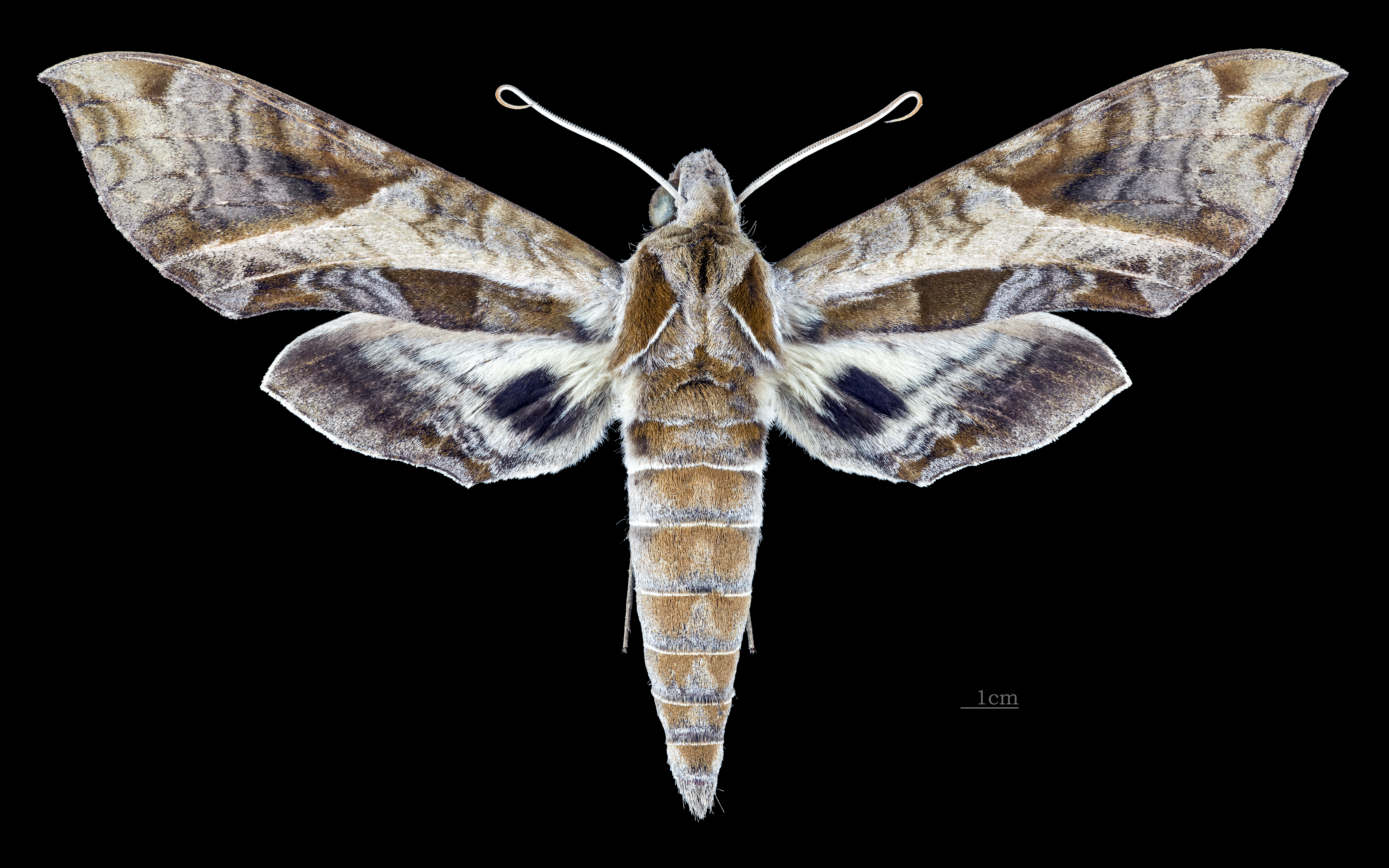
Eumorpha megaeacus
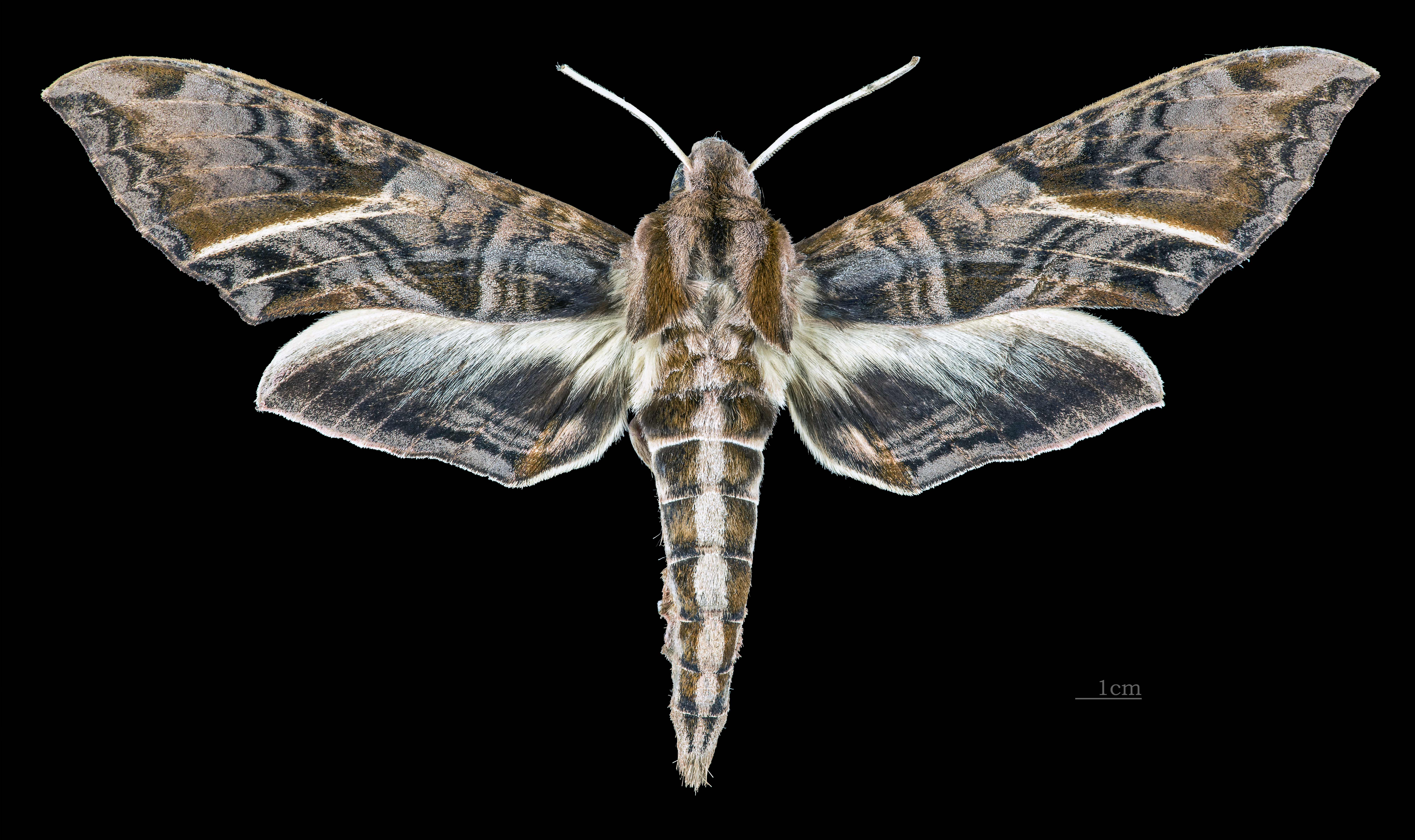
Eumorpha neuburgeri
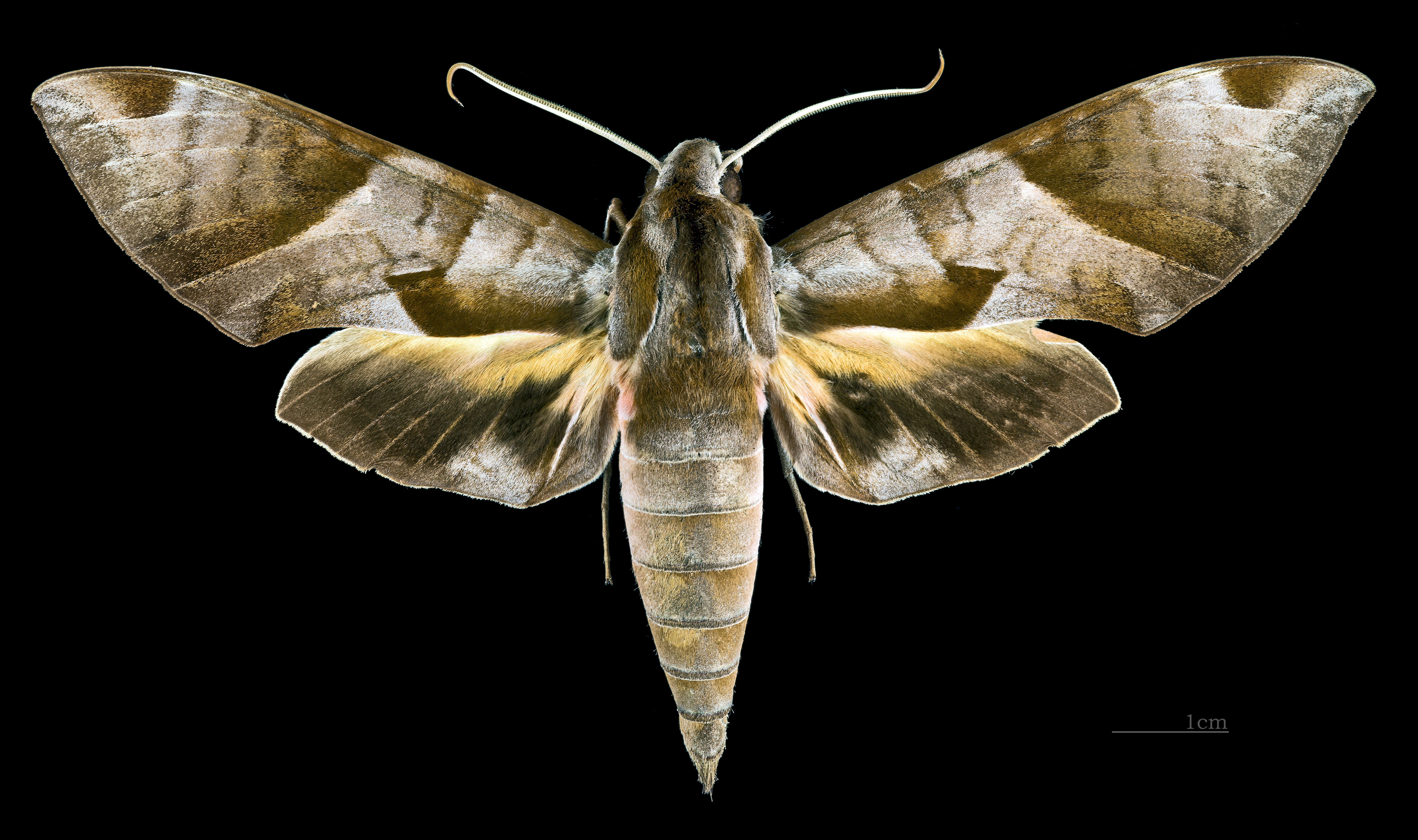
Eumorpha obliquus
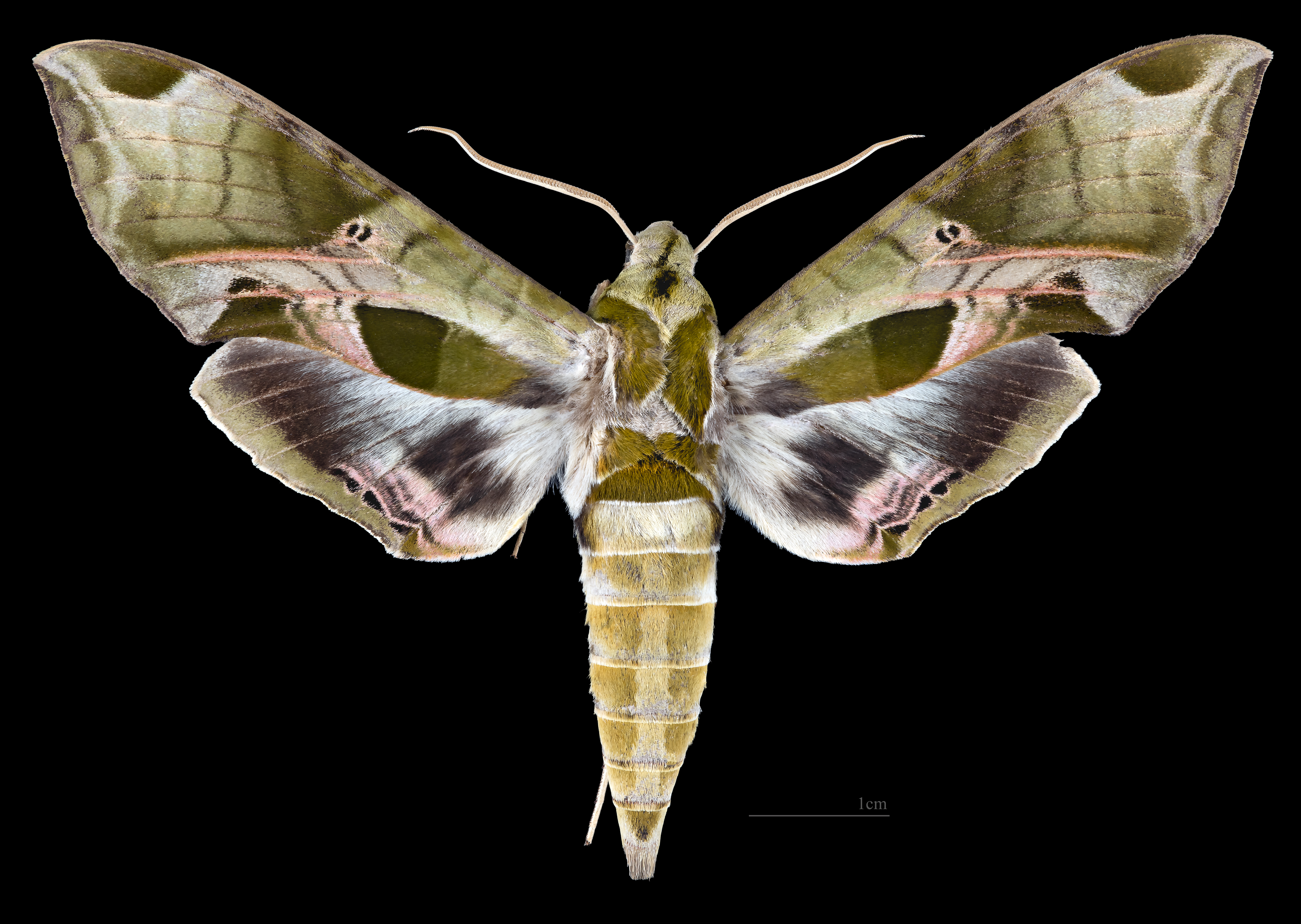
Eumorpha pandorus
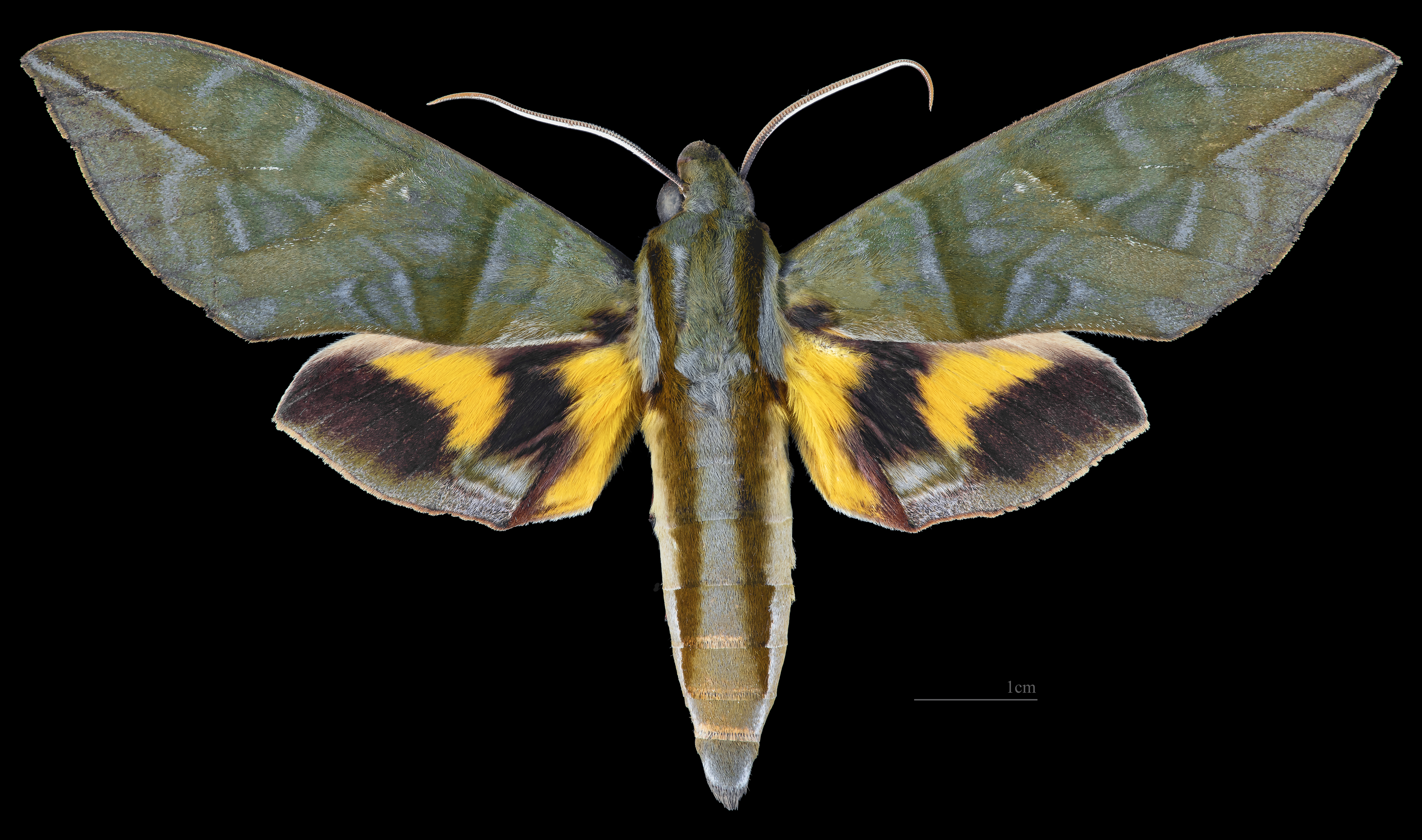
Eumorpha phorbas
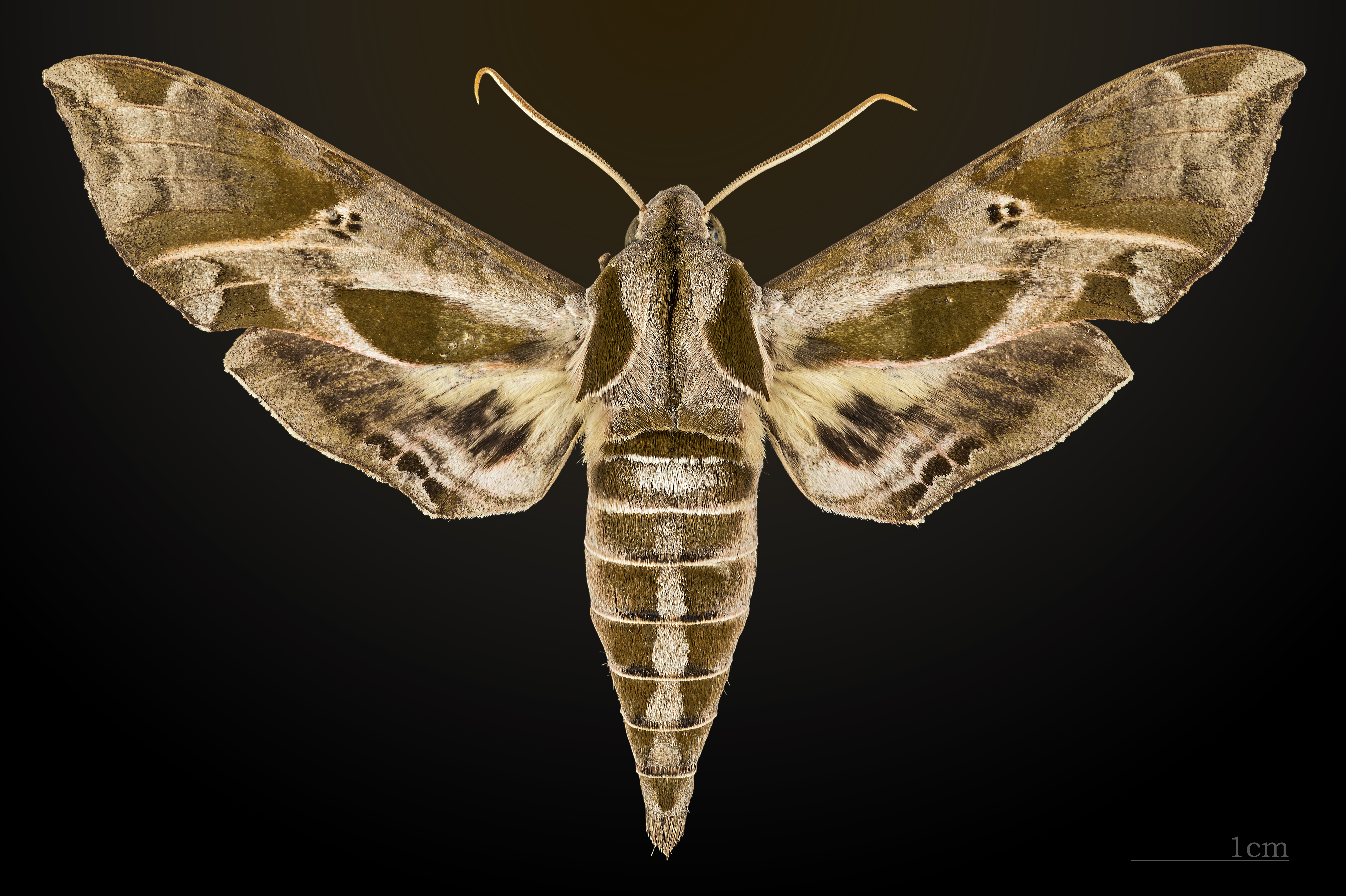
Eumorpha satellitia
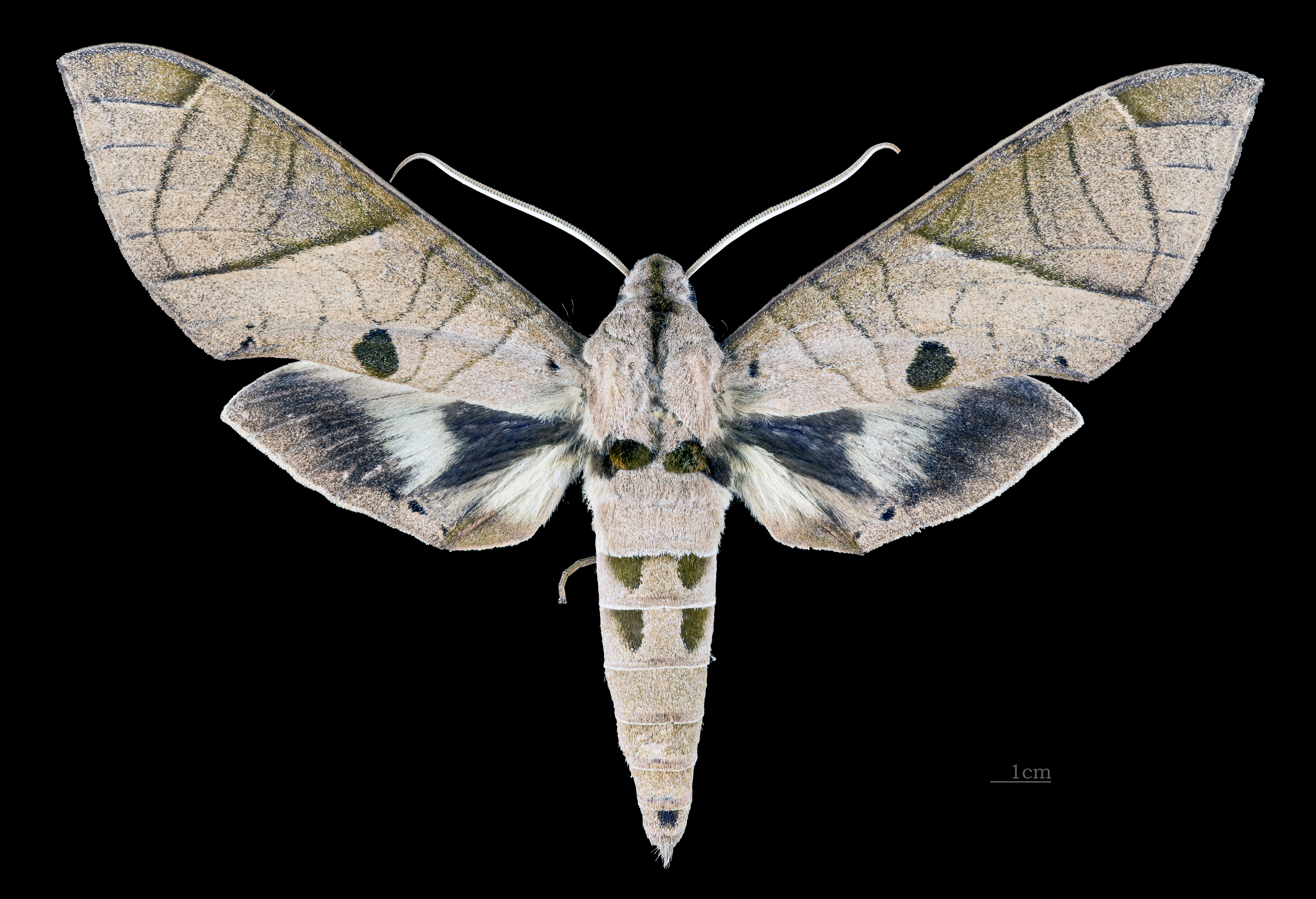
Eumorpha translineatus
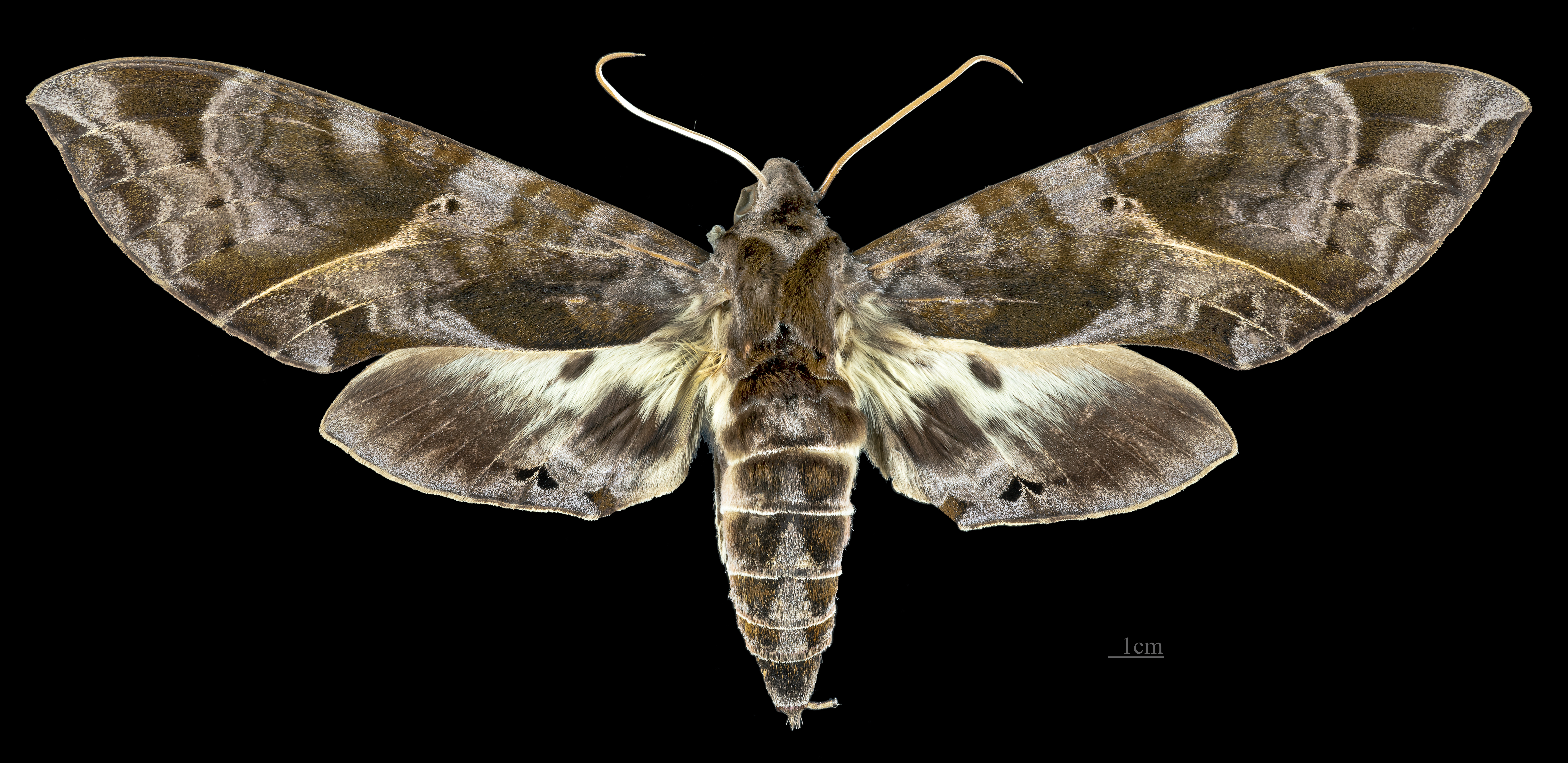
Eumorpha triangulum
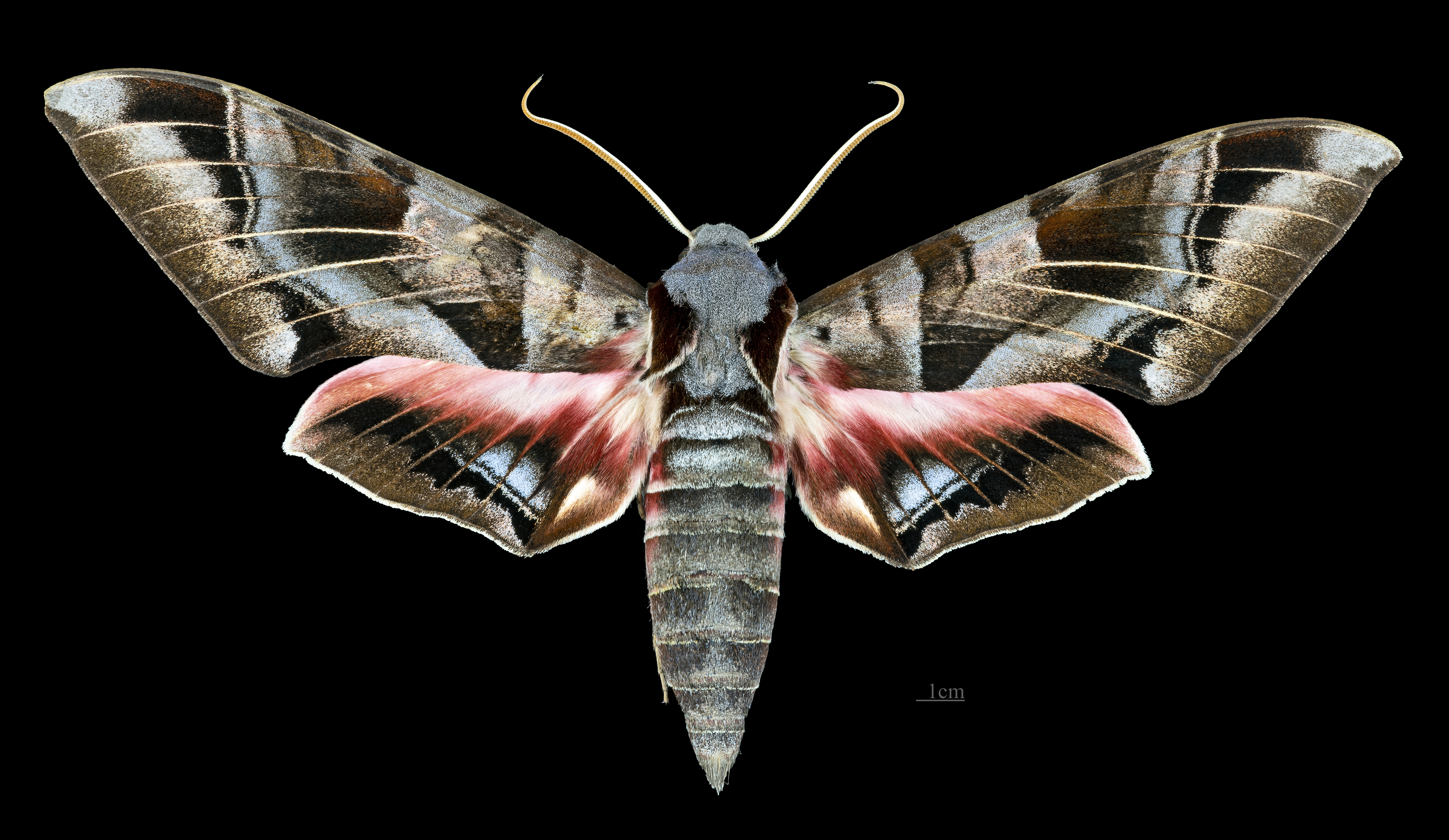
Eumorpha typhon
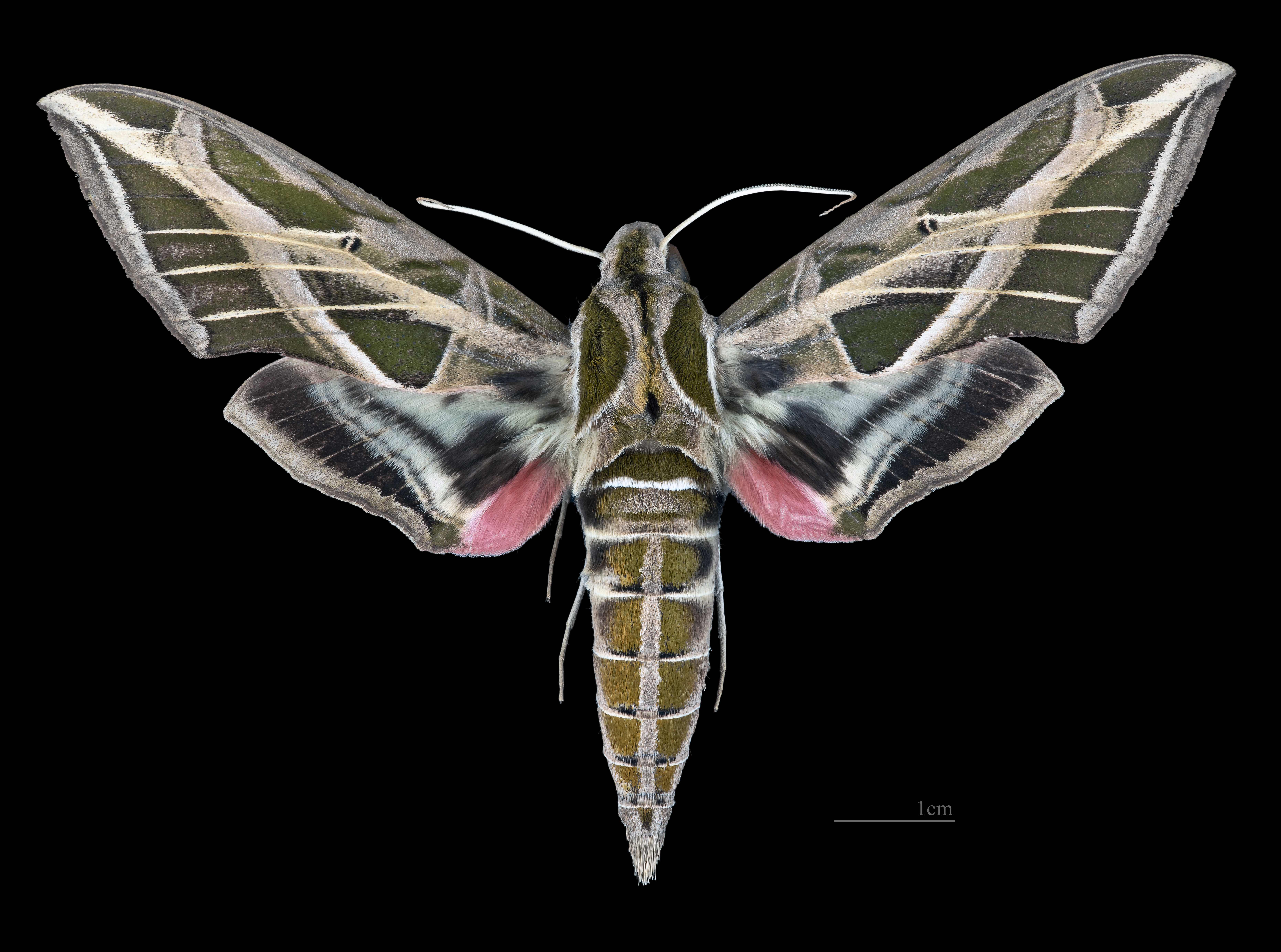
Eumorpha vitis